# 伯努利試驗
伯努利試驗（Bernoulli trial，或譯為白努利試驗）是只有兩種可能結果（“成功”或“失敗”）的單次隨機試驗，即對于一個隨机變X而言，
{\displaystyle Pr[X=1]\;=\;p}
{\displaystyle Pr[X=0]\;=\;1-p}
本試驗是由雅各布·白努利（德語：Jakob I. Bernoulli，1654年12月27日－1705年8月16日）所提出。

## 來自日常生活的解釋
伯努利試驗指的是單次事件，而這次事件的結果是兩個可能性結果中的一個。這樣的事件都可以表達成“是或否”（"yes or no"）問題。例如：
- 硬幣掉落後是人頭朝上嗎？
- 剛出生的小孩是個男孩嗎？
- 一個人的雙眼是彩色的嗎？
- 在有蚊子的地方噴灑殺蚊劑，蚊子會死掉嗎？
- 一個可能是顧客的人會買我的產品嗎？
- 公民（citizen）會投給特定的候選人嗎？
- 雇员会投票支持工会吗?

因此結果稱為「成功」和「失敗」，而結果不應該照字面推斷。伯努利試驗的例子包括：
- 拋硬幣。在這裡，正面（人頭面）通常表示成功而反面（刻字面）表示失敗。一枚均勻硬幣，按照定義成功機會是一半p=1/2。
- 擲骰子，在這個例子裡我們稱六是"成功"而其他都是"失敗"，p=1/6。
- 在四式選擇題，答對的機會p=1/4。
- 實施一個政見調查（political opinion poll），隨機選擇一個投票者並了解這個投票者在接下來的公民投票（referendum）會不會投"是"。

在數學上，這樣的試驗是以隨機變為模型，而隨機變只能有兩個值：0和1，1被認為是"成功"。在單次的伯努利試驗中，如果 p 是成功的率，那麼將呈現伯努利分布，此時隨機變的期望值就是 p ，且其標準差為{\displaystyle {\sqrt {p(1-p)}}.}
一個伯努利过程（Bernoulli process）是由重複出現獨立但是相同分佈的伯努利試驗組成，例如拋硬幣十次，而此時呈現之結果將呈現二項分布。